# Semaeomyia xanthops
Semaeomyia xanthops är en stekelart som först beskrevs av William Edward Shuckard 1841.  Semaeomyia xanthops ingår i släktet Semaeomyia och familjen hungersteklar. Inga underarter finns listade i Catalogue of Life.